# Mirosław Drozdowski
Mirosław Kazimierz Drozdowski (ur. 17 czerwca 1943 w Gołuchowie, zm. 29 lipca 2023) – polski fizyk, prof. dr hab.

## Życiorys
W 1966 ukończył studia na Wydziale Matematyki, Fizyki i Chemii Uniwersytetu im. Adama Mickiewicza w Poznaniu. Następnie rozpoczął pracę w Katedrze (następnie Instytucie) Fizyki Politechniki Poznańskiej. W 1973 uzyskał na UAM stopień doktora nauk fizycznych (jego promotorem był Mieczysław Frąckowiak), w 1991 na Uniwersytecie Mikołaja Kopernika w Toruniu stopień doktora habilitowanego. W 1999 uzyskał tytuł profesora nauk fizycznych. 
Na Politechnice Poznańskiej kierował Pracownią Spektroskopii Ciała Stałego (od 1986), Zakładem Fizyki Fazy Skondensowanej (1991–1999) i Katedrą Spektroskopii Optycznej (1999–2005). W latach 1996–1999 był dyrektorem Instytutu Fizyki, w latach 2005–2012 dziekanem Wydziału Fizyki Technicznej Politechniki Poznańskiej.
Został członkiem zarządu Polskiego Towarzystwa Fizycznego. 

## Odznaczenia i wyróżnienia
- Odznaka Honorowa Miasta Poznania[1]
- Złoty Krzyż Zasługi[1]
- Krzyż Kawalerski Orderu Odrodzenia Polski (2003)[4]
- Krzyż Oficerski Orderu Odrodzenia Polski (2013)[5]